# Якупов Назим Мухаметзянович
Назим Мухаметзянович Якупов (тат. Назыйм Мөхәммәтҗан улы Якупов; нар. 7 липня 1928, с. Карача-Елга, Кушнаренковський район, Башкирська АРСР, Російська РФСР, СРСР — пом. 20 лютого 2009, Одеса) — український історик, доктор історичних наук, професор, заслужений діяч науки Української РСР, Герой Радянського Союзу.

## Життєпис
Назим Мухамедзянович Якупов народився 7 липня 1928 року в селі Карача-Єлга Кушнаренковського району Башкирської АРСР Російської РФСР у селянській родині. Татарин за походженням.
Закінчив 7 класів в рідному селі і з 1942 року працював в колгоспі «Кумяк».
У 1944 році переїхав в столицю Башкирії — місто Уфу, де працював експедитором і старшим техніком. З 1948 року став членом Всесоюзної комуністичної партії (більшовиків). Того ж року розпочав службу у Радянській армії. У 1951 році закінчив Львівське вище військово-політичне училище (нині — Національна академія сухопутних військ імені гетьмана Петра Сагайдачного).
Служив заступником командира танкового батальйону по політичній частині у складі Південної групи військ в Угорській Народній Республіці у званні капітана. Під час водій 1956 року в одному з боїв він, очолюючи штурмову групу, вірний військовому боргу і військовій присязі, особисто знищив надійно замасковане знаряддя супротивника, що заважало просуванню до штабу бунтівників. Був важко поранений, але поставлене завдання виконав. Був удостоєний звання Героя Радянського Союзу.
У 1962 році він на відмінно закінчив історичний факультет Одеського державного університету імені І. І. Мечникова (нині — Одеський національний університет імені І. І. Мечникова), Навчався в аспірантурі.
У 1965 році захистив кандидатську дисертацію і став викладати в Одеському державному університеті. У 1970 році захистив дисертацію на здобуття наукового ступеня доктора історичних наук. Згодом присвоєно вчене звання професора. В 1972—1992 роках був завідувачем кафедри університету
Підролковник у відставці.
Помер 20 лютого 2009 року в м. Одеса. Похований на Новоміському (Таїровському) кладовищі.
На головному корпусі Одеського університету (вул. Дворянська, 2) встановлена меморіальна дошка в пам'ять Н. М. Якупова.

## Наукова діяльність
Протягом тривалого часу головував у спеціалізованій Вченій раді із захисту кандидатських дисертацій з історії в Одеському державному університеті. Керував аспірантурою, підготував 60 кандидатів історичних наук.
Опублікував понад 250 наукових робіт, видав 23 книжки.

###### Праці
- Спасшие отчизну. Документальные очерки/ Н. М. Якупов. — Одесса: ОКФА, 1995. — 232 с.
- Почему распалась держава ? Социальная справедливость: концепции, опыты и уроки. Вожди истинные и мнимые / Н. М. Якупов. — Одесса: Астропринт, 1999. — 209 с.
- Трагедия народов/ Н. М. Якупов. — Одесса: Астропринт, 2001. — 344 с.
- На переломе: уроки и поиски / Н. М. Якупов. — Одесса: КП ОГТ, 2003. — 372 с.
- Подвиг Одессы: 60-летию освобождения Одессы от фашистских захватчиков посвящается / Н. М. Якупов, В. П. Щетников. — Одесса: КП ОГТ, 2004. — 231 с.
- Великая Отечественная. Крах нацизма: к 60-летию Победы антифашистских сил над нацизмом / Н. М. Якупов. — Одесса: Екологія, 2005. — 412 с.
- Контрреволюционный мятеж в 1956 г. в Венгрии: воспоминания и размышления о событиях в Венгрии в 1956 г. / Н. М. Якупов. — Одесса: КП ОГТ, 2007. — 80 с.:

## Родина
- Сестра: Ахмедзянова Ліфа Мухаметзяновна (1923—2001) — доктор педагогічних наук. Працювала у Південноукраїнському педагогічному університеті імені К. Д. Ушинського.

## Нагороди
- Звання «Герой Радянського Союзу» (1956 р.)
- Ордени Леніна, Вітчизняної війни 1 ст., Богдана Хмельницького ІІІ ст.(Україна)
- Медаль «Ветеран праці» та інші.
- Почесне звання «Заслужений діяч науки УРСР»